# Diário de Notícias (Bahia)
Diário de Notícias foi um periódico brasileiro que circulou em Salvador, capital do estado da Bahia, fundado em 1875 e extinto em 1980.
Foi o primeiro jornal brasileiro a ser publicado à tarde, seguido no mesmo ano pelo Gazeta de Notícias, do Rio de Janeiro, então capital do país.

## Histórico
Foi fundado pelo jornalista português Manuel da Silva Lopes Cardoso. Com a morte deste foi adquirido em 1902 pelo Coronel Vicente do Amaral e experimentou uma inovação editorial. Vicente Ferreira Lins do Amaral nasceu em Mata Grande e, aos dezesseis anos, mudara-se para Salvador onde torna-se empregado no comércio do amigo João Lopes da Silva Lima que fundara em 1892 a "Livraria dos Dois Mundos", que possuía um parque gráfico avançado para a época. Assim, Amaral adquire a primeira rotativa elétrica do estado e, a 16 de março de 1903 o periódico ressurge tendo na ocasião a direção dos jornalistas Virgílio de Lima, Odilon Santos e Xavier Marques.
Em 1905 houve nova mudança editorial, ficando a cargo  de Américo Barreira, Lindolfo Rocha e Carlos Brandão. Em suas páginas foram lançados em 1908 os capítulos iniciais da obra Maria Dusá, de Lindolfo Rocha, que ali também publicou cartas e contos.
Com a morte dos últimos diretores, o periódico foi dirigido pelo advogado Guilherme Moniz Barreto de Aragão e pelo médico Clementino Fraga. A seguir capitanearam a redação do jornal Heráclio de Matos, Galdino de Castro, Reis Magalhães, Napoleão Müller e Astério de Campos. Finalmente, com a saída desses, assumiu o diário o poeta e professor Altamirando Requião.

## Parte dos Diários Associados
Com a ascensão do nazismo na Alemanha o jornal adotou uma postura germanófila e, com a eclosão da II Guerra Mundial e a participação do Brasil ao lado dos Aliados, sua posição quase levou-o ao empastelamento. O Diário então foi vendido em 1943 a Assis Chateaubriand por 300 contos de réis, integrando assim a rede dos Diários Associados.
Encerrou suas atividades em 1980, sendo na época o único jornal baiano que não usava o sistema de impressão em offset.